# Große Arnspitze
Große Arnspitze är en bergstopp på gränsen mellan Österrike  och Tyskland. På den österrikiska sidan ligger den i distriktet Innsbruck-Land och förbundslandet Tyrolen. Toppen på Große Arnspitze är 2 196 meter över havet.
Terrängen runt Große Arnspitze är bergig österut, men västerut är den kuperad. Närmaste större samhälle är Telfs, 15,2 km sydväst om Große Arnspitze. 
I omgivningarna runt Große Arnspitze växer i huvudsak barrskog. Runt Große Arnspitze är det ganska tätbefolkat, med 80 invånare per kvadratkilometer.